# Ašantové

Ašantská vlajka

Ašantové nebo Ašanti jsou dominantním kmenem v Ghaně. Mluví jazykem Twi, který patří mezi akanské jazyky. V období před evropskou kolonizací Afriky vytvořili Ašantové velkou a významnou říši v Západní Africe, která se později proměnila v mocnou Ašantskou konfederaci.

## Kde žijí

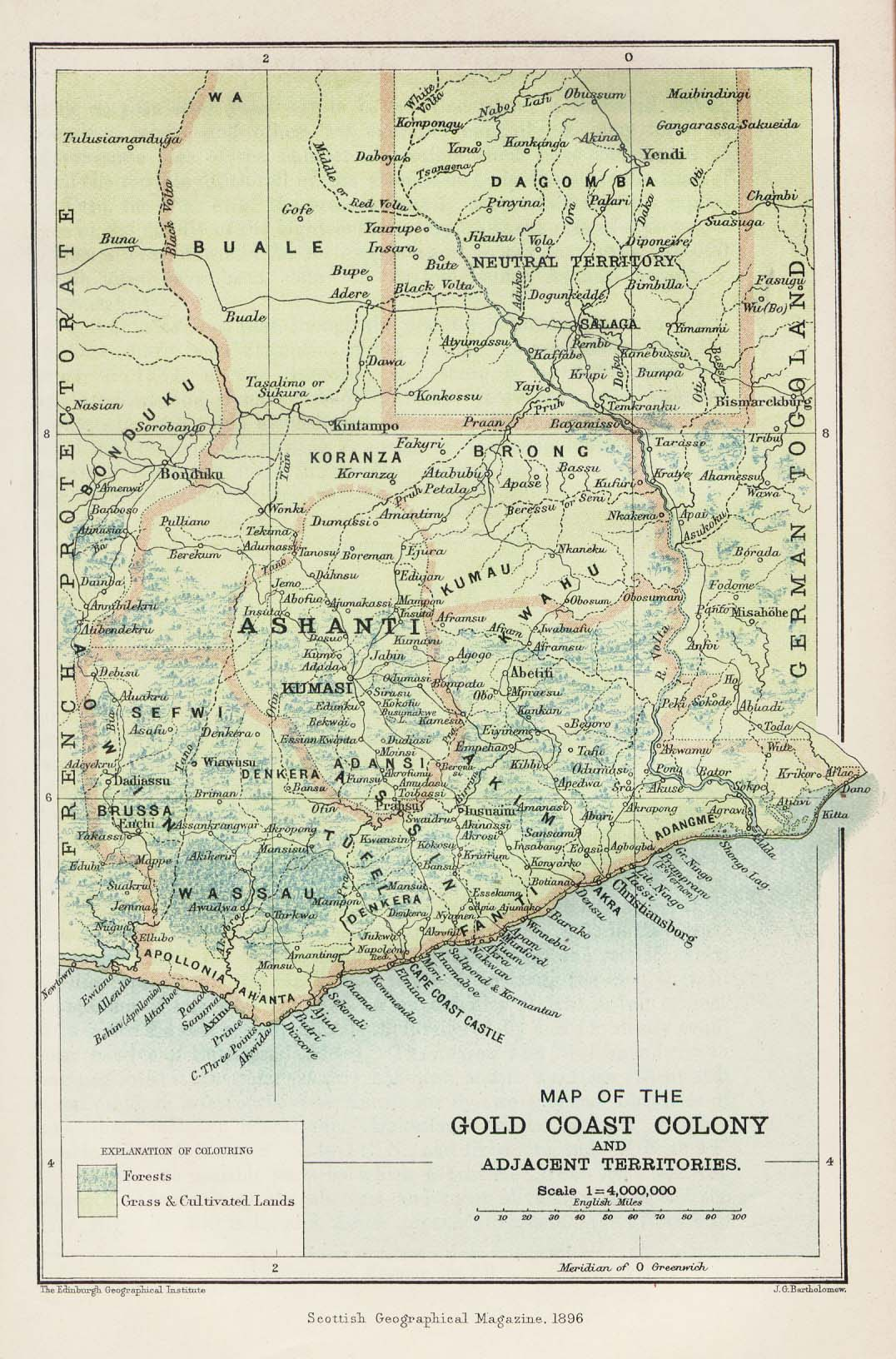
Mapa Ašantského regionu v Ghaně

Ašantové se usadili v centrální části Ghany, přibližně tři stovky kilometrů od pobřeží. Tato oblast se vyznačuje různorodým terénem, ve kterém nalezneme hory i plošiny, lesy i travnaté pastviny. Nachází se zde několik vodních toků. Střídá se období dešťů (duben-listopad) a období sucha (prosinec-březen). Po celý rok jsou zde vysoké teploty.
Ašantská populace čítá přibližně 7 milionů lidí a tvoří asi 30 % obyvatelstva Ghany. Jejich jazyk, Twi, patří do Nigerokonžské jazykové skupiny. Mluví jím především venkovské obyvatelstvo, mnoho Ašantů však hovoří anglicky. Ašantové mají v Ghaně značný podíl na politické moci, ačkoliv jejich vliv není tak vysoký jako v minulosti. Bývalý ghanský prezident John Agyekum Kufuor pochází z jejich řad, polovičním Ašantem je i sedmý generální tajemník OSN Kofi Annan. Většina Ašantů žije v regionu Ašantsko, který je jedním z administrativních celků Ghany. Správním střediskem je město Kumasi, které bylo v historii hlavním městem ašantských státních útvarů.

## Historie

### Vznik a upevnění Ašantského království
Společné dějiny Ašantů se začínají psát v 16. století, kdy se ze státu s kmenovým uspořádáním stává konfederace několika akanských útvarů. V jejím čele stojí první významný ašantský panovník Osei Tutu z klanu Oyoko. Ten v roce 1670 zakládá centralizované království. Jeho svrchovanost uznávají vůdci ostatních klanů. Centrem království se stává Kumasi, které je však zpočátku vazalským územím říše Denkyira. V letech 1699 - 1701 probíhají války mezi Ašantským královstvím a Denkyirou. Osei Tutu ve válkách vítězí a říši Denkyira si podrobuje a do své smrti v roce 1717 si upevňuje svou moc.
Jeho následovníkem se stává Opoku Ware. Ten se zaměřuje na rozvoj obchodu se zlatem. Jeho cílem je snížit závislost království na dovozu z Evropy. Daří se mu získávat nová území a říše tak nabývá velikosti dnešní Ghany. V okamžiku jeho smrti v roce 1750 má Ašantské království 2-3 milionu obyvatel. Nejdůležitějším odvětvím je pro království obchod s otroky.
Administrativně přebírá Ašantské království strukturu předchozího útvaru Denkyiry, které bylo rozčleněno na metropolitní část a provincie. Ve městech metropolitní části vládnou převážně členové klanu Oyoko. Provincie musí platit ašantským panovníkům daně. Administrativa ašantského státního útvaru byla vysoce efektivní a vyspělá. Starosti dělali ašantským králům nepřátelé, kteří vycházeli především z řad bohatých obchodníků.

### Evropská kolonizace
Od 17. století museli Ašantové čelit novému protivníkovi. Britští obchodníci, které přitahoval především lukrativní obchod s otroky, a koloniální úředníci toužili ukončit ašantskou vládu nad významnými městy na pobřeží i obchodními cestami. V letech 1801-1824 musel král Osei Bonsu čelit britskému vlivu. V roce 1824 Britové na Ašanty zaútočili. Království se úplné kolonizaci dokázalo ubránit až do roku 1874, kdy Britové ovládli Kumasi a zabavili většinu ašantského bohatství včetně uměleckých artefaktů. V roce 1901 se království stává součástí britské kolonie Zlaté pobřeží.

### Vznik nezávislosti
Vztahy kolonie s Velkou Británií se však rychle zlepšily a v roce 1926 předali Britové kontrolu nad hlavním městě Kumasi zpět Ašantům. Plná nezávislost jim pak byla udělena v roce 1935.

## Rodová struktura
Ašantská společnost je matriarchální. Tato skutečnost v historii znamenala rodové dědictví půdy, majetku, úřadu i titulů v linii přes matku. Rolí otce je předávat dětem životní sílu, charakter a pomáhat je vychovat - utvářet jejich osobnost.
Ašantové mají specifickou rodovou strukturu, která se nazývá Abusua. Je tvořena těmito skupinami: Oyoko a Dako, Asona, Aduana (zahrnuje skupiny Atwea a Abrade), Asakyire, Bretuo a Agona, Asenie, Ekuona a Asokore. Každý Ašant patří do jedné z těchto skupin, když tuto příslušnost získává po své matce. Z toho vyplývá, že v osobách každé z těchto skupin Abusua koluje stejná krev, jsou proto příbuzní, mezi nimiž je sňatek zakázán.
Ašanté jsou společnost polygamní. Mnoho mužů se rozhodne vzít si více manželek, což je znakem jejich jak plodnosti, tak připravenosti postarat se o velkou rodinu. Mnohoženství pochází i ze zvyku Ašantů společně sdílet své bohatství.

## Kultura

### Náboženství
Ašantové ve svém tradičním náboženství vyznávají univerzálního Boha, kterého nazývají Onyame nebo Ňame, který je uctíván jako bůh nebes. Jeho partnerkou je bohyně země a plodnosti Asase Ya. Uctívají ovšem i další bohy, kteří jsou spojeni především s konkrétními místy nebo duchy (obosum), kterými může být kněz ovládán. Existuje také Bůh smrti (Samanade) a v souvislosti s ním je podle tradice kladen velký důraz na řádné vedení pohřebních obřadů. Pohřby králů a dalších významných osob byly v minulosti často spojeny s přinášením lidských obětí. Zemřelému byli obětováni otroci, kteří mu měli sloužit v posmrtném životě. Smrt vnímají Ašantové jako nevyhnutelnou jistotu. Podle mýtu slíbil bůh Ňame člověku možnost nesmrtelnosti, pokud bude v noci bdít a odpoví mu. Člověk však usnul a když Ňame procházel světem, odpověděl mu místo člověka had, který tak získal možnost periodicky omládnout svléknutím kůže, zatímco člověk musí zemřít. Podobný mýtus je znám z mnoha archaických kultur, mimo jiné i z Mezopotámie, kde jednu z jeho verzí zmiňuje Epos o Gilgamešovi.
Náboženství je spjato s jejich životy, bohové a duchové jsou neustále přítomní. Jedním z největších obřadů byla slavnost sklizně jamů, spojená s všeobecným veselím, amnestií pro provinilce a zřejmě i sexuálními orgiemi. Mezi obávané démony patří Asanbossom podobný upírovi, o němž se vypráví, že přepadá lidi útokem ze stromu a žere lidské maso.
Vnějším znakem je královský trůn Sika Dwa Kofi (v překladu „Zlatý stolec zrozený v pátek“), na němž podle domorodé víry spočívá duch etnika Ašanti. Samotný trůn nebyl určen k sezení, a to ani krále, nýbrž se věřilo, že na nej usedají duchové zemřelých vládců. Trůn byl pak symbolicky užíván při korunovaci nového krále.
V důsledku kolonizace bylo mezi Ašanty rozšířeno křesťanství. Dnes je mezi Ašanty nejrozšířenější protestantské vyznání.

### Sociální kultura
Pro Ašanty je nejdůležitějším sociálním i ekonomickým srdcem společnosti vesnice. V té je veden bohatý společenský život. Jeho nejdůležitějším článkem bývají pohřby, které obvykle trvají několik dní a na které se sjíždí rodina i přátelé z dalekého okolí. Výdaje na pohřby, na kterých není neobvyklé vedení obchodních jednání, jsou obvykle velmi vysoké. V minulosti (až do počátku 20. století) byly součástí pohřbů i lidské oběti, což zažil i český cestovatel Enrique Stanko Vráz.
V každé vesnici žije několik lidí, kteří zastávají důležité funkce. Náčelník společně s nejstaršími členy dohlíží nad dodržováním tradic, vede obřady a vykonává funkci soudce. Další důležitou osobou je kněz, který opečovává duchovní stránku obyvatelstva. Bylinkář pak za pomoci dostupných bylinek plní funkci lékaře. Zvláštní úlohu, která v jiných společnostech nemá obdobu, má tzv. prostředník. Ten plní funkci jakéhosi zprostředkovatele v komunikaci lidí s náčelníkem a knězem.

### Materiální kultura
Ašanti žijí tradičně ve velkých domech obdélníkového půdorysu, sestavených obvykle ve čtveřicích kolem společného dvora. Domy se staví z proutí omazaného hlínou a pokrývají střechou ze slámy či palmových listů. Ašanti jsou tradičně především zemědělci, pěstují především hlíznaté plodiny, a to jamy, batáty a maniok. Z těchto hlíz připravují své národní jídlo fufu, připomínající hustou bramborovou kaši nebo těsto na bramborové knedlíky. Přílohou k fufu je obvykle pepřená omáčka z ryb, masa nebo zeleniny a velkého množství palmového oleje. Mezi další pěstované plodiny patří palma olejná, kakaovník, podzemnice olejná a tropické ovoce i zelenina. Z domácích zvířat chovají Ašantové psy, prasata, kozy a drůbež, a to pro maso. Psy používají také jako pomocníky při lovu. Lov, tradičně prováděný lukem a šípem nebo pomocí pastí, má menší význam než zemědělství. Lovou zvěří jsou chocholatky a jiné malé druhy antilop, opice, různí hlodavci a ptáci. Místně má velký význam rybolov a sběr drobných živočichů. Velmi oblíbeným zdrojem potravy jsou velcí plži oblovky, které se většinou připravují uzené a následně vařené jako příloha k fufu.

### Umění
Před zavedením tkalcovství byla k odívání tradičně používána kůra. Ke tkaní je využívána bavlna a hedvábí. Plést je dovoleno pouze mužům. Existuje hodně vzorů, každý z nich má své jméno a něco symbolizuje - může to být sociální status, příslušnost ke klanu nebo jiné sdělení.
Hrnčířským schopnostem obvykle učí matka svou dceru. Ašantové využívají mnoho způsobů a barev k výrobě nádob.
Tradiční je v ašantské kultuře i vyřezávání ze dřeva a lití kovů.

### Zlatý stolec
Symbolem a určitou duší národa Ašantů je Zlatý stolec. Je považován za svatou věc, je bezpečně uložen a přísně ochraňován, přičemž ven je vzat pouze při velmi výjimečných a významných událostech. Nikdo se na něj nesmí posadit a nikdy se nesmí dotknout země - vždy leží buď na svém vlastním podstavci nebo na kůži zvířete, např. leoparda. Když se Ašantové cítí být něčím ohroženi, obětují zlatému stolci. V roce 1896 došlo v obavě z možné války a ztracení Zlatého stolce k deportaci jejich krále Prempeha I. Zlatý stolec je vyobrazen na ašantské vlajce.